# EPrix Paříže 2018
ePrix Paříže 2018 (formálně nazývána 2018 Qatar Airways Paris ePrix) se konala dne 28. dubna 2018 a byla osmým závodem sezóny 2017/18 šampionátu Formule E. Zároveň byla tato ePrix třetí ePrix Paříže v historii. Závody se jely na okruhu Circuit des Invalides okolo komplexu Les Invalides v Paříži, hlavním městě Francie.
Závod na 49 kol vyhrál Jean-Éric Vergne z týmu Techeetah po startu z pole position. Na druhém místě dojel Lucas di Grassi z týmu Audi, který zároveň získal i nejrychlejší kolo závodu, a na třetím Sam Bird z týmu Virgin.

## Pořadí po závodě
Zdroj: 

### Pořadí jezdců
| +/– | Poř | Jezdec           | Body      |
| --- | --- | ---------------- | --------- |
|     | 1   | Jean-Éric Vergne | 147       |
|     | 2   | Sam Bird         | 116 (–31) |
|     | 3   | Felix Rosenqvist | 86 (–61)  |
|     | 4   | Sébastien Buemi  | 70 (–77)  |
| 3   | 5   | Lucas di Grassi  | 58 (–89)  |

### Pořadí týmů
| +/– | Poř | Tým               | Body      |
| --- | --- | ----------------- | --------- |
|     | 1   | Techeetah-Renault | 188       |
|     | 2   | Virgin-Citröen    | 133 (–55) |
| 3   | 3   | Audi              | 114 (–74) |
| 1   | 4   | Mahindra          | 107 (–81) |
|     | 5   | Jaguar            | 88 (–100) |